# Michael Buckley

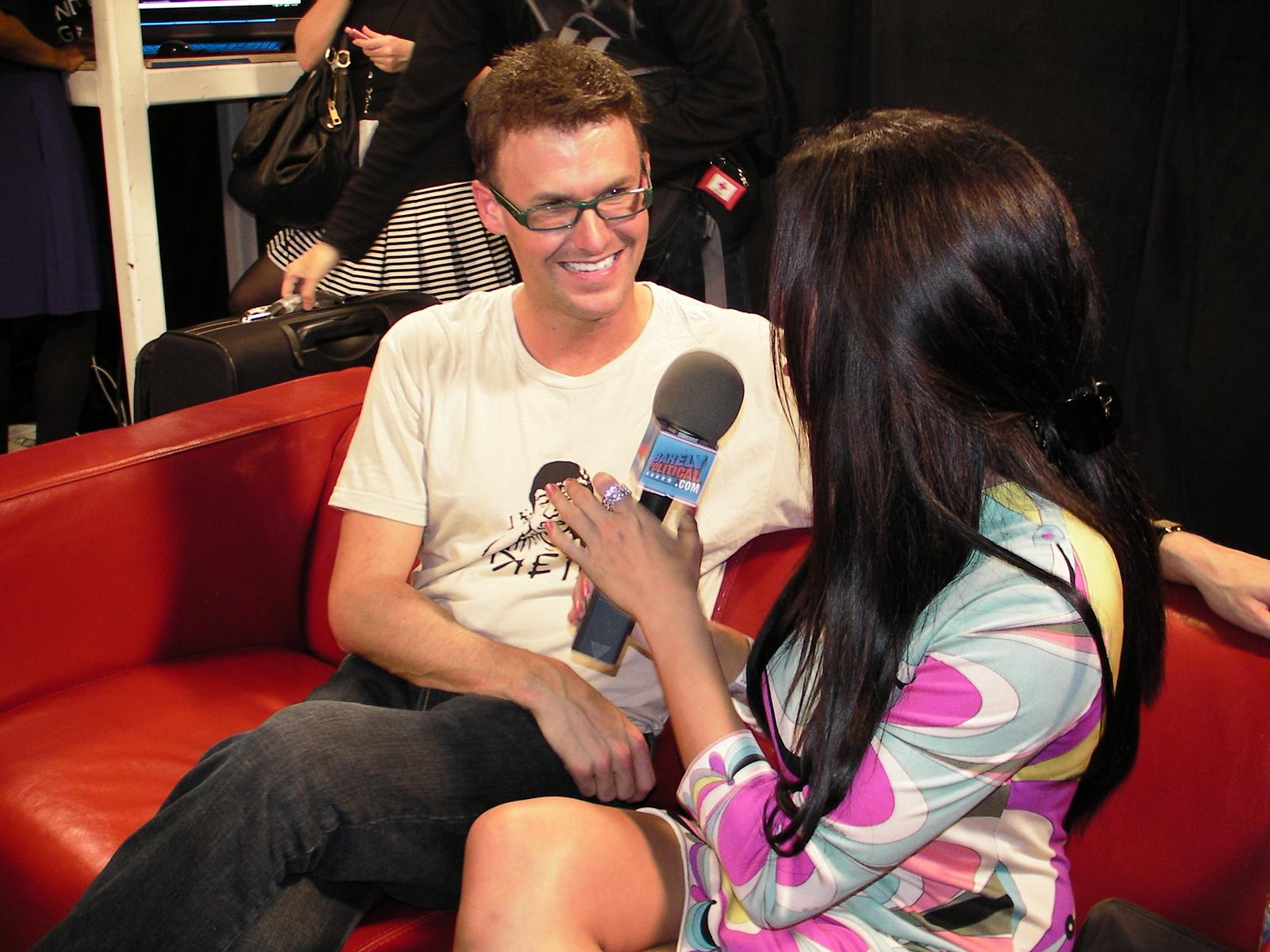
Buckley med Lee Ettinger.

Michael Buckley, född 8 juni 1975 i Wallingford, Connecticut, är en amerikansk internetkändis. Han vbloggar från Connecticut via What the Buck. Han tillhör de mest prenumererade kanalerna på Youtube. Han har även flera miljoner visningar på varje klipp han lägger upp på sajten. I oktober 2007 slog Buckley rekordet "broke all records" på Youtube när 4 av hans klipp hamnade på week’s 10 top-rated videos. 
Buckley har en man och bor i Connecticut med deras fyra hundar Ellie, George, Colin och Buddy.
Buckley medverkade på Youtube Live.